# Мабанские языки
Мабанские языки — семья языков Африки, распространённых на востоке Чада и в меньшей степени в Судане и Центральноафриканской Республике. На них говорят народ маба и родственные ему народы.

## Классификация и состав
Мабанскую семью относят к гипотетической макросемье нило-сахарских языков; по Дж. Гринбергу — самостоятельная ветвь, по ряду классификаций 2000-х годов относится к «языкам-спутникам» ядерных нило-сахарских языков (противопоставленных периферии). Во внутренней классификации семьи единства среди исследователей нет, обычно выделяются три ветви, к одной из которых принадлежит язык маба (ваддаи, бура-мабанг), к другой — масалит, к третьей — каранга (курунга); остальные по разным классификациям относятся к одной из этих трёх. Другие мабанские языки: кендедже, марфа, массалат, сурбахал, рунга, кибет, кашмере. Диалектное деление описано недостаточно.

## Социолингвистические сведения
В совокупности около 700 тысяч носителей. Самыми распространёнными являются маба (основной язык чадского региона Вадаи с создания Вадайского султаната в XVII веке) и масалит (по 250—300 тысяч говорящих). Большинство говорящих на других мабанских языках владеют также одним из этих двух языков; распространено двуязычие с местным (чадским или суданским) вариантом арабского языка. Мабанские языки изучены хуже прочих нило-сахарских; для ряда языков доступны лишь списки слов, уточнение социолингвистических сведений по статусу языков и диалектов и работа по описанию крупных языков — маба и масалит — интенсивно ведётся лишь в 1990—2000-е гг.
Язык маба имеет две письменности — на основе латинского и арабского алфавита, издаются книги и периодические издания, ведётся радиовещание, преподавание в школах и курсы грамотности для взрослых. Остальные языки бесписьменные.

## Фонетика
В консонантизме ряды палатальных согласных, а также типичные для Африки преназализированные согласные (по-видимому, сочетания двух фонем), фонемы /p/ и /h/ встречаются только в заимствованиях.
Пятичленный вокализм, в ряде языков количество гласных носит фонологический характер (в маба 10 гласных фонем) и выражает грамматическое значение, в языке масалит значим признак «продвинутый корень языка». Фонологическими являются тоновые различия; в маба он различает лексические основы и имеет грамматические значения в системе глагола. Имеется сингармонизм по признаку огубленности гласных. Большую грамматическую роль играет перегласовка основы (как в именной, так и в глагольной морфологии). Сочетания согласных не столь редки, как в других нило-сахарских языках.
Характерно сложное употребление числовых форм; единственное число у многих лексем является морфологически маркированным (как в других нило-сахарских, например, в нилотских языках), число выражается морфологически, при помощи суффикса (выбор которых часто непредсказуем), или синтаксически, через согласование имени с зависящими от него словами и глагола с субъектом и объектом. В имени представлены также категории определённости и падежа. Широко употребительны имена действия, образующие вместе со вспомогательным глаголом единый предикат, что представляет собой ареальную черту. Ряд глагольных форм маркируется консонантным тематическим префиксом, представлены категории залога, времени, вида, модальности и полярности. Особым образом выражается так называемая глагольная множественность, указывающая на аспектуальные характеристики ситуации или множественность актанта (ареальная черта).

## Синтаксис
Порядок слов SOV, в именной группе зависимое следует за вершиной. Относительные предложения постпозитивны и имеют рестриктивное значение. Развиты сложноподчинённые предложения и предложения с деепричастиями (конвербами).

## Лексика
В лексике большое число заимствований из чадского диалекта арабского языка, ряд слов заимствован из французского языка (отчасти также через арабское посредство).

## Праязык
Для прамабанского языка восстанавливаются следующие слова:
| русский | прамабанский |
| ------- | ------------ |
| я       | *a-(mɔ)      |
| ты      | *y           |
| мы      | *m-i         |
| что     | *ŋV          |
| кто     | *na          |
| не      | *an          |
| один    | *to          |
| два     | *mbaːr       |
| птица   | *kuši        |
| собака  | *iɲ(i)       |
| вошь    | *mese        |
| дерево  | *sʌŋge       |
| лист    | *səŋa        |
| мясо    | *ɲu(ɲu)      |
| яйцо    | *kade-m-     |
| рог     | *gami        |
| хвост   | *ɔlu         |
| голова  | *kiʓi        |
| волосы  | *tofi        |
| глаз    | *kas(i)      |
| ухо     | *kɔy-        |
| нос     | *mundu       |
| зуб     | *saTi        |
| язык    | *=dilm-      |
| рот     | *kana        |
| рука    | *kara        |
| ноготь  | *ŋgirm-      |
| нога    | *ǯaw; *daw-  |
| сердце  | *kuli        |
| кровь   | *fal-; *ari  |
| кость   | *kanʓi       |
| пить    | *aŋ          |
| есть    | *ɲɔ          |
| слышать | *in-         |
| умирать | *ɔy          |
| убивать | *uy-         |
| солнце  | *aɲi-ŋ-      |
| луна    | *aɲi-ɛ-      |
| звезда  | *kɛyɛ        |
| вода    | *s₁aː        |
| дождь   | *s₁aː        |
| камень  | *komʌ        |
| дым     | *uruŋi       |
| огонь   | *nusʊ        |
| зола    | *ʔawun       |
| черный  | *du(ː)       |
| ночь    | *ise         |
| новый   | *ŋɔndi       |
| сухой   | *bǝy         |
| имя     | *meli        |